# Air Raid Precautions

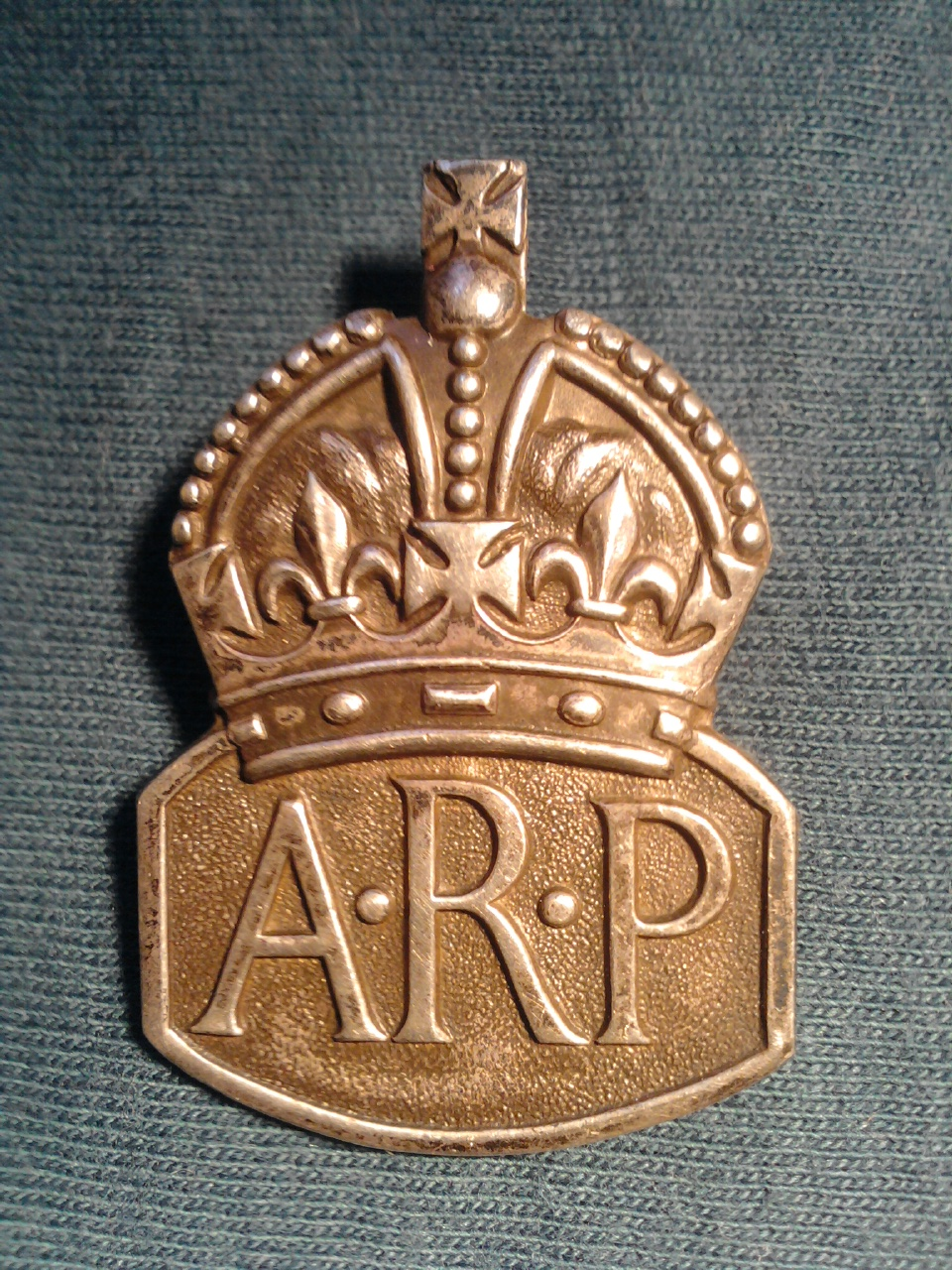
Insigne de revers en argent de lAir Raid Precautions de 1936

Pour les articles homonymes, voir Air Raid et ARP.
 (juillet 2023).
Si vous disposez d'ouvrages ou d'articles de référence ou si vous connaissez des sites web de qualité traitant du thème abordé ici, merci de compléter l'article en donnant les références utiles à sa vérifiabilité et en les liant à la section « Notes et références ».
L'Air Raid Precautions (ARP) est une organisation paramilitaire britannique instituée après la Première Guerre mondiale, destinée à la protection des civils en temps de guerre en cas de raids aériens de bombardement. L'ARP est créée en 1924 en raison des craintes croissantes devant la menace que fait peser le développement des bombardiers. En 1921, l'Italien Giulio Douhet a publié Il dominio dell'aria (La Maîtrise de l'air), livre dont la thèse principale marque les Anglais : « le bombardier passera toujours au travers ».

## Origine
Le premier bombardement de la Grande-Bretagne lors de la Première Guerre mondiale a eu lieu le 19 janvier 1915, lorsque les Zeppelins ont largué des bombes sur la zone de Great Yarmouth, tuant six personnes. Les opérations de bombardement allemandes de la Première Guerre mondiale ont été étonnamment efficaces, surtout après que les bombardiers Gotha ont remplacé les Zeppelins. Les raids les plus dévastateurs causaient 121 blessés pour chaque tonne de bombes larguées, et c'est ce chiffre qui a été utilisé comme une base pour des prévisions. Le comité ARP de 1924 a estimé qu'à Londres il y aurait 9 000 victimes dans les deux premiers jours, puis par la suite 17 500 victimes par semaine. Ces nombres étaient conservateurs.
On pensait que les bombardements créeraient « un chaos total et la panique » et des névroses hystériques, et que les habitants de Londres tenterait de fuir la ville. Pour contrôler la population des mesures sévères ont été proposés, plaçant Londres sous le contrôle quasi militaire. Londres aurait été physiquement encerclé par 120 000 soldats afin de forcer les gens à retourner à leur travail. Un ministère a proposé de créer des camps de réfugiés pour y loger les fuyards pendant quelques jours avant de les renvoyer à Londres.
Ces plans ne furent jamais mis en œuvre et alors que les estimations des dommages potentiels restaient élevées, le commandant des raids aériens, le major-général H. Pritchard, des Royal Engineers, a poussé vers une solution plus raisonnée. Il a compris que la panique et la fuite étaient essentiellement dues à un problème de moral : si les gens pouvaient être organisés, formés et bénéficiaient d'une protection, alors ils ne seraient pas pris de panique. Dans le cadre de ce programme, le pays a été divisé en régions, chacune ayant son propre commandement et sa structure de contrôle, in potentia au moins.
Les estimations de 1924, lors du cheminement vers la Seconde Guerre mondiale, ont été régulièrement révisées à la hausse, à la lumière notamment du bombardement allemand de Guernica de 1937. En 1938, le ministère de l'Air prévoyait 65 000 morts par semaine dans le premier mois de la guerre, le gouvernement britannique s'attendait à un million de morts, 3 millions de réfugiés et la destruction de la majorité de la capitale. Les mesures pour limiter cette dévastation se sont limitées à des discussions macabres sur l'élimination des corps et la distribution de plus d'un million de permis d'inhumation aux autorités locales. La même année, le  biologiste J.B.S. Haldane, de pensée socialiste, a écrit un livre intitulé ARP (Air Raid Précautions) adressé au « citoyen ordinaire, le genre d'homme et de femme qui va être tué si la Grande-Bretagne est de nouveau attaquée par les airs » et a voulu qu'il soit un contrepoids scientifique à la « propagande » qui composait la majorité de la littérature existant à l'époque. Dans le livre, Haldane critique vivement les mesures prises par le gouvernement se fondant sur ses connaissances professionnelles de la physiologie humaine combinée avec ses expériences de première ligne dans la guerre civile espagnole.
Lors du déclenchement de la guerre, le gouvernement britannique savait que les attaques aériennes constituerait une grande partie de la tactique de guerre allemande. Il a alors commandé 1 000 000 cercueils, après que la guerre fut déclarée. En 1939, la conférence de Hailey avait décidé que la fourniture d'abris profonds conduirait les travailleurs à rester sous terre plutôt que de travailler. Cette politique a été modifiée en 1940, lorsque 79 stations de métro ont été ouvertes en vue de les utiliser comme abris de nuit et que la construction d'abris profonds spécialisés a commencé.

## Seconde Guerre mondiale

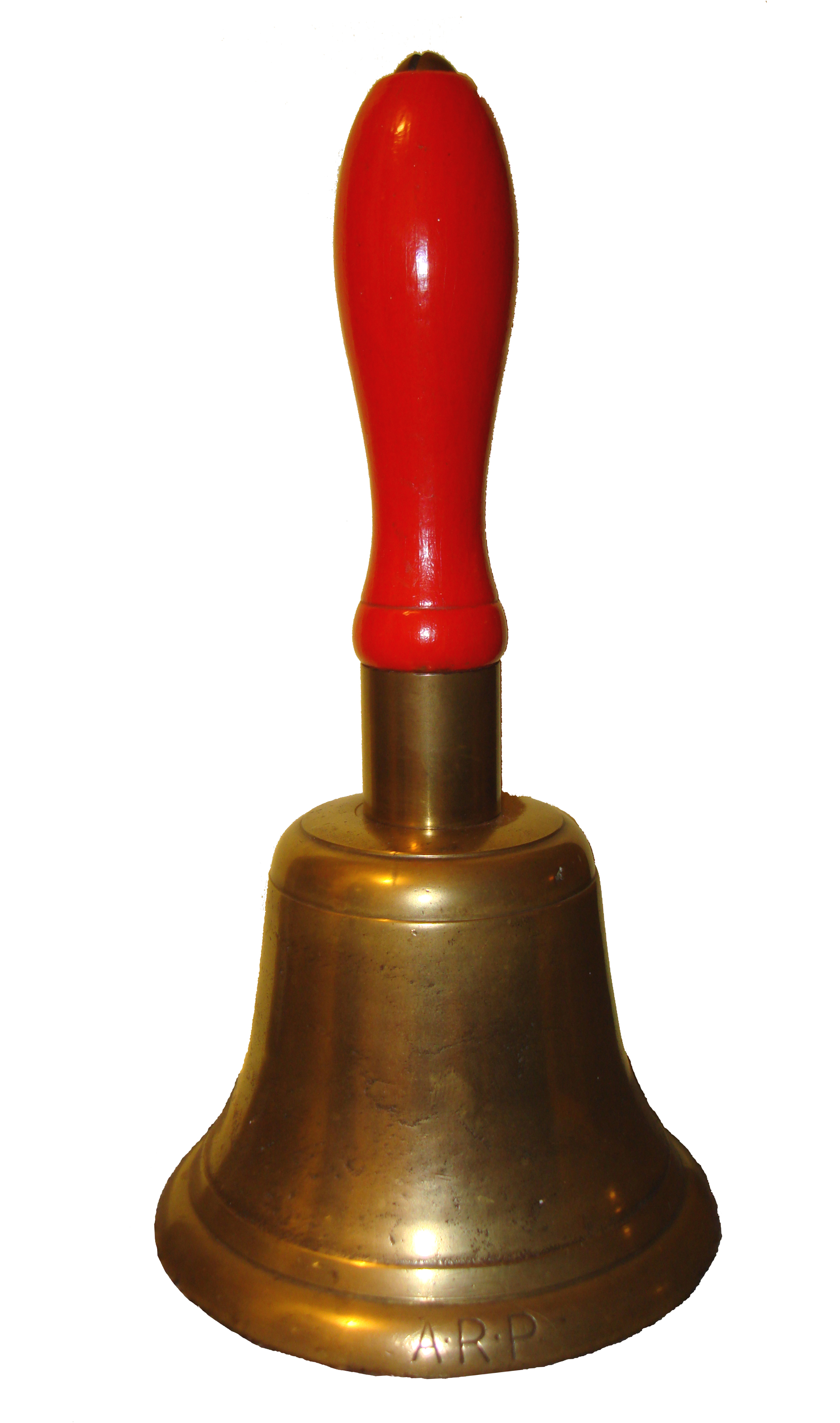
Une cloche de l'ARP.

Pendant la Seconde Guerre mondiale, l'ARP était responsable de la distribution des masques à gaz, des abris antiaériens préfabriqués (tels que les abris Anderson, et Morrison), l'entretien des abris publics locaux, et du respect du black-out et a émis des directives dont une a conduit au massacre d'animaux de compagnie au Royaume-Uni en 1939 pour limiter les effets du rationnement à venir. L'ARP a également aidé les secours après les raids aériens, et certaines femmes sont devenues ambulancières à l'ARP, dont le travail consistait à aider et à administrer les premiers soins aux blessés, à la recherche de survivants, et dans de nombreux cas plus dramatiques, à aider à récupérer les corps, dont parfois ceux de leurs propres collègues.
La commission des cimetières de guerre du Commonwealth (Commonwealth War Graves Commission) a listé des membres de l'ARP dans ses rapports, dans la catégorie des morts civils du fait de la guerre. Le cimetière d'Hamilton Road (en) à Deal, dans le Kent, abrite les tombes de deux membres ARP, un est mort en service lors d'un raid aérien en 1940 durant la bataille d'Angleterre, et un ambulancier qui a été tué par un obus lors d'un bombardement transmanche en 1944.
Alors que la guerre progressait, l'efficacité des bombardements aériens était, au-delà de la destruction de biens, très limitée. Il y avait moins de trois victimes pour chaque tonne de bombes larguées par la Luftwaffe dans de nombreuses villes britanniques, si bien que les conséquences sociales attendues se sont à peine produites. Le moral du peuple britannique est resté élevé, les troubles de stress post-traumatique n'étaient pas du tout répandus, et le taux des autres troubles nerveux et mentaux a diminué.
Pendant la guerre, le siège de l'ARP était à Baylis House (en) à Slough, dans le Buckinghamshire. Avec le développement du service de la défense civile (Civil Defence Service (en)) en 1941, la fonction principale de l'ARP a relevé de la compétence de cette organisation. Toutefois, le terme est resté en usage et sur la signalisation pendant toute la guerre. Bien que dissous en 1946, les fonctions de l'ARP ont été en partie reprises par le Corps de défense civile (Civil Defence Corps (en)) créé en 1949.

### Gardes ARP

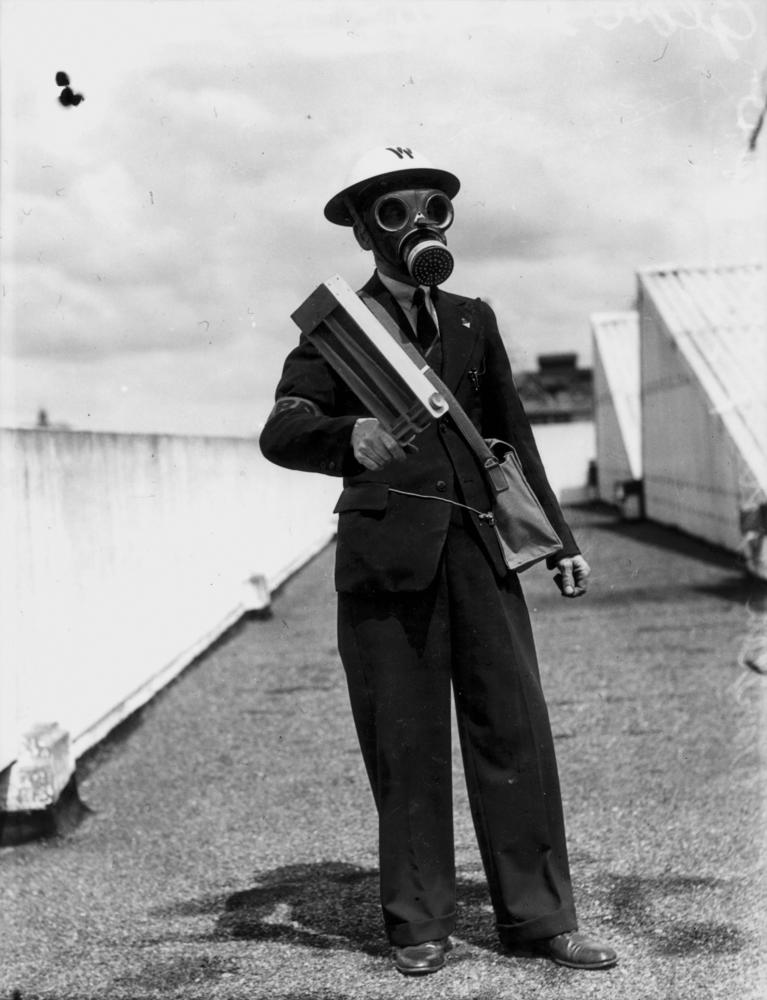
Garde de l'Air Raid australien testant son équipement à Brisbane en octobre 1942.

Les gardes de l'ARP avaient la tâche de patrouiller dans les rues pendant le blackout, pour s'assurer qu'aucune lumière n'était visible. Si une lumière était repérée, le gardien devait alerter les personnes responsables en criant quelque chose comme « Éteignez cette lumière ! » ou « Occultez cette fenêtre ! ». Ils pouvaient signaler les multirécidivistes à la police locale. Ils patrouillaient également dans les rues pendant les raids aériens et éteignaient les feux dus aux bombes incendiaires avec des sacs de sable quand c'était possible.
Leurs autres fonctions incluaient l'aide pour sécuriser les zones ayant subi des dommages et l'aide aux ménages sans abri à cause des bombardements. Les gardes ARP étaient formés pour lutter contre l'incendie et aux premiers secours, et pouvaient garder une situation d'urgence sous contrôle jusqu'à ce que les services de secours officiels arrivent.
Il y avait environ 1,4 million de gardes ARP en Grande-Bretagne pendant la guerre, presque tous des bénévoles à temps partiel qui avaient également un emploi à plein temps par ailleurs. Ils avaient un uniforme de base composé d'une combinaison, d'un brassard, et d'un casque d'acier noir. Plus tard au cours de la guerre, ils porteront un treillis bleu foncé délivré aux membres de la défense civile. Le casque d'acier portait un W pour Warden (garde) de couleur blanche écrit en gras, à l'exception des gardes chefs qui portaient un casque blanc avec lettrage noir.
Beaucoup de gardes sont allés bien au-delà de leur devoir et une recherche sur les médailles de citations dans la London Gazette l'atteste. Le premier garde ARP à recevoir la Croix de George était Thomas Alderson (en), qui a remporté cette décoration pour avoir sauvé des vies civiles à Bridlington en 1940.

### Messagers ARP
Avec le manque général de communications radio et des communications téléphoniques sujettes à des perturbations à cause des raids aériens, de nombreuses villes ont nommé des enfants, âgés entre 14  et   18 ans et bénévoles, comme messagers ou coureurs. Ces messagers de la garde anti-incendie (Fire Guard Messengers) devaient courir ou pédaler lors des raids nocturnes pour transporter des messages entre des membres de l'ARP, les unités de pompiers et les bénévoles luttant contre les incendies avec leurs seaux de sable.

## Dans la culture populaire
- Dans la série télévisée Dad's Army, le garde chef de l'ARP Hodges est un personnage récurrent.